# Chniuch
Chniuch (ros. Хнюх) – wieś w Rosji, w Dagestanie, w rejonie rutulskim. W 2010 liczyła 61 mieszkańców, głównie Rutulów.